# Stefano Onorato Ferreti
Stefano Onorato Ferreti (ur. 1641 w Genui, zm. 20 sierpnia 1720 tamże) – polityk genueński.
Przez okres od 22 sierpnia 1705 do 13 sierpnia 1707 roku pełnił urząd doży Genui.